# Pierre Urvoit de Saint-Mirel
Pierre Anne Marie Urvoit de Saint-Mirel est un homme politique français né le 20 octobre 1753 à Dinan (Côtes-du-Nord) et mort le 7 septembre 1805 au même lieu.

## Biographie
Fils de François Jean Urvoit, sieur de Saint-Mirel et de Fontimen, et d'Angélique Jeanne Deniau, il devient avocat au parlement de Bretagne. 
Administrateur du département des Côtes-du-Nord en 1790, Urvoy est élu, le 9 septembre 1791, député de ce même département à l'Assemblée législative. Il fait partie de la commission des assignat.
Il devient ensuite administrateur de l'hospice de Dinan.

## Sources
- « Pierre Urvoit de Saint-Mirel », dans Adolphe Robert et Gaston Cougny, Dictionnaire des parlementaires français, Edgar Bourloton, 1889-1891 [détail de l’édition]